# Plan de colonisation des îles Phœnix

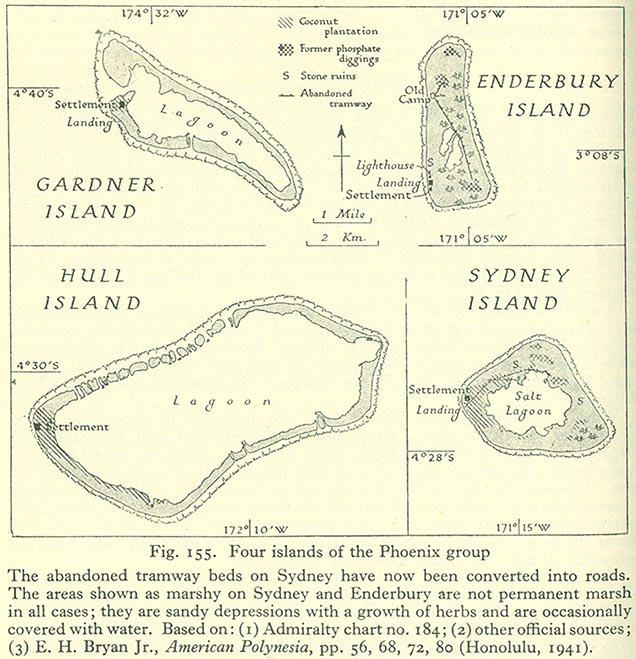
Les îles du projet

Le plan de colonisation des îles Phœnix est un projet lancé en 1937 par le Haut-commissariat du Pacifique occidental visant à installer des citoyens britanniques sur de petites îles inhabitées dans le Pacifique. Avec le programme de colonisation des îles américaines équatoriales, les Américains tentent également pendant cette même période d'installer des colons dans la zone pour justifier leur possession.
Conçu par Henry Evans Maude, commissaire des terres de la colonie des îles Gilbert et Ellice, et approuvé par Harry Luke (en), haut-commissaire du Pacifique occidental et gouverneur des Fidji, l'objectif du projet était de réduire la surpopulation dans le sud des îles Gilbert en développant trois atolls pour la plupart inhabités dans l'archipel des îles Phoenix:
1. Nikumaroro (Gardner)
2. Manra (Sydney)
3. Orona (Hull)

Les Américains progressent dans leur implantation notamment sur l'atoll de Canton où une base commerciale d'hydravions était en cours de construction.
À la fin de 1940, il y avait environ 672 colons sur Manra et Orona, avec une usine de transformation de noix de coco en coprah.
Très vite, les efforts de colonisation des colons gilbertais sont entravés par le début de la Seconde Guerre mondiale suivi par la mort de l'officier responsable du projet, Gerald Gallagher, succombant à une sprue tropicale, maladie intestinale, en 1941 à Nikumaroro.
Après 1945, les trois colonies ont continué à lutter avec des problèmes d'approvisionnement et un marché limité pour le coprah ; le gouvernement britannique conclut que la colonie ne pouvait pas être autonome et évacue les colons en 1963 mettant fin au projet.